# Carvoeiro (Mação)
Carvoeiro es una freguesia portuguesa del concelho de Mação, con 49,79 km² de superficie y 794 habitantes (2001). Su densidad de población es de 15,9 hab/km².